# A Jubilant Overture
A Jubilant Overture is een compositie voor harmonieorkest van de Amerikaanse componist Alfred Reed. Het is geschreven in opdracht van de Sam Rayburn High School Band uit Pasadena (Texas) en hun dirigent Fred Baetge. Dit orkest verzorgde ook de première van het werk met Alfred Reed als gastdirigent op 23 januari 1970 in Pasadena.
Het werk werd op cd opgenomen door het Tokyo Kosei Wind Orchestra met de componist zelf als gastdirigent.